# Erik Scherder
Erik Scherder (Amsterdam, 1 december 1951) is een Nederlandse hoogleraar neuropsychologie die verbonden is aan de Vrije Universiteit in Amsterdam (VU). Daarnaast is hij als hoogleraar Bewegingswetenschappen verbonden aan de Rijksuniversiteit Groningen en ontving hij op 24 september 2021 een eredoctoraat aan de Open Universiteit Heerlen. Hij is verder raadslid in de Nederlandse Sportraad.

## Levensloop
Scherder doorliep eind jaren zeventig de opleiding tot fysiotherapeut en was vervolgens werkzaam in de Valeriuskliniek in Amsterdam. Daarna volgde hij aan de Vrije Universiteit van Amsterdam de studie psychologie, met een specialisatie in neuropsychologie, waarin hij in 1995 promoveerde bij Dick Swaab. In 2002 werd hij benoemd tot bijzonder hoogleraar aan diezelfde universiteit.
Daarna volgde een benoeming tot hoogleraar Bewegingswetenschappen aan de Rijksuniversiteit in Groningen (RuG). Enkele jaren later keerde hij terug naar de VU in Amsterdam, waar hij sindsdien verbonden is als hoogleraar leiding geeft aan de afdeling klinische neuropsychologie. Door beide universiteiten heeft Scherder onderwijsprijzen toegekend gekregen. Zo werd hij in 2008 verkozen tot RuG-Docent van het jaar en won hij sinds 2009 diverse malen de VU-onderwijsprijs, meest recent in september 2021.

### Bekendheid
In 2013 werd hij uitgenodigd om mee te werken aan de Universiteit van Nederland. Naar aanleiding daarvan volgden uitnodigingen voor De Wereld Draait Door en in 2015 ook drie afleveringen van DWDD University, waarin het functioneren en stoornissen/aandoeningen van de hersenen centraal stonden. Hierop volgden regelmatig tv-programma's zoals de documentaireseries Erik Scherder zoekt: Het geheim van Methusalem, Erik Scherder laat zich niet kisten en Erik Scherder onderzoekt. Hij was daarnaast te gast in radio- en tv-programma's in verband met onderwerpen waarin de hersenen centraal stonden.
In 2014 verscheen zijn eerste boek Laat je hersenen niet zitten, dat de invloed van beweging op de hersenen omschrijft. Scherder stond regelmatig in het theater in programma's rond het thema hersenen, individueel samen met diverse musici en samen met neurobioloog Dick Swaab en schaatser Ard Schenk.

### Erkenning
- In 2016 ontving Scherder de Betto Deelmanprijs, vanwege 'zijn uitzonderlijke verdiensten als neuropsycholoog en zijn bijdrage aan het vakgebied van de neuropsychologie in Nederland'.[8]
- Op 26 april 2017 werd Scherder benoemd tot Officier in de Orde van Oranje-Nassau.[9] In diezelfde maand verscheen ook zijn boek Singing in the brain, over de invloed van muziek op onze hersenen.
- Op 13 maart 2018 werd hij op voordracht van minister Bruins VWS en bij Koninklijk Besluit benoemd tot lid van de Nederlandse Sportraad.[10][11]
- Op 24 september 2021 werd Scherder een eredoctoraat aan de Open Universiteit in Heerlen toegekend vanwege zijn grote verdiensten als verbinder tussen wetenschap en samenleving. Als vooraanstaand onderzoeker hecht Erik Scherder groot belang aan onderwijs en weet hij een breed publiek te bereiken met wetenschappelijke inzichten uit zijn vakgebied.

### Privé
Scherder is gehuwd en heeft drie kinderen.

## Wetenschappelijke aandachtsgebieden
Erik Scherder geeft leiding aan het onderzoeksprogramma Neuropsychologie van neurodegeneratieve ziekten aan de VU. Onder dit programma vallen meerdere onderzoeksgebieden.

### Beweging
Het eerste onderzoek bekijkt de relatie tussen lichamelijke (in)activiteit en gedrag (cognitie, slaapritme en humeur) bij mensen met en zonder dementie. Regelmatige lichaamsbeweging zorgt voor veelbelovende resultaten voor de uitvoerende functies (bijv. impulsbeheersing en taakomschakeling) van bejaarden zonder dementie. Bij patiënten met dementie worden zowel positieve als negatieve effecten geobserveerd. Maar het is wel gebleken dat zónder beweging de situatie van patiënten met dementie verslechtert.
Het tweede onderzoek heeft betrekking op de relatie tussen pijn, lichamelijke activiteit en gedrag bij mensen met een cognitieve stoornis (zoals dementie of een verstandelijke beperking). Omdat de hersennetwerken die pijn verwerken gelijk zijn aan de hersennetwerken die een rol spelen in cognitieve processen (zoals het geheugen of uitvoerende functies) kan letsel aan de witte stof van de hersenen de cognitieve functies beschadigen én de ervaring van pijn versterken. Deze combinatie vergroot het risico dat de pijn te weinig behandeld wordt. Meer pijn kan ervoor zorgen dat patiënten minder gaan bewegen om de pijn niet erger te maken, en kan bij patiënten met dementie tot uiting komen in geïrriteerd gedrag. Inactiviteit en irritatie worden nog vaak gezien als symptomen van dementie, in plaats van als teken van pijn of ongemak.
Het derde onderzoek concentreert zich op hersenletsel ten gevolge van sport en de relatie met gedrag. Specifiek wordt er gekeken naar wanneer de speler weer kan sporten. Er zijn momenteel  nauwelijks medische procedures voor wanneer een voetballer na (milde) hersenschade weer veilig kan sporten. Voor dit onderzoek worden basismetingen gedaan van de cognitieve functies en slaapritmes van voetballers aan het begin van het seizoen. Direct na het oplopen van een hersenletsel wordt er een nieuwe meting gedaan. Op deze manier wordt gecontroleerd wanneer een speler volledig hersteld is van zijn blessure en weer optimaal kan presteren. Deze medische benadering beschermt de speler tegen verder hersenletsel.
Het vierde onderzoek betreft de relatie tussen lichamelijke (in)activiteit, cognitie (voornamelijk impulsbeheersing), en gedrag (voornamelijk agressie) op de psychiatrische afdeling van vijf gevangenissen in Nederland. De prefrontale cortex (die pas relatief laat volgroeid is) speelt een grote rol bij uitvoerende functies zoals impulsbeheersing. Voor de volgroeiing van de prefrontale cortex is een verrijkte omgeving heel belangrijk. Daarentegen zal een verarmde omgeving, zoals een gevangenis, de groei van de hersenen en de prefrontale cortex belemmeren. Met andere woorden: voor diegenen die al een verminderde impulsbeheersing hebben, zoals het geval is bij veel criminelen, zal de verarmde omgeving van de gevangenis het functioneren van de prefrontale cortex belemmeren, waardoor de impulsbeheersing nog meer vermindert. Inzicht in deze negatieve invloed is van belang omdat een vermindering van de impulsbeheersing het risico op agressieve incidenten vergroot, zowel binnen als buiten de gevangenis. Binnen dit project zal ook een studie plaatsvinden gericht op het verrijken van de leefwereld in de gevangenis, bijvoorbeeld door een bewegingsprogramma in te stellen. In een andere deelstudie van dit project worden de effecten van rentherapie op cognitie en gedrag bekeken.

### Muziek
Naast het thema beweging is Scherder ook geïnteresseerd in de invloed van muziek op verschillende cognitieve processen. Zo was hij onder andere betrokken bij een onderzoek naar de invloed van muziekles op de intellectuele vaardigheden van kinderen, en een studie waarbij de invloed van rapmuziek op de emoties van adolescenten werd onderzocht. Hij sprak ook over dit onderwerp tijdens een college voor de Universiteit van Nederland en speciale ‘concertlezingen’ in onder andere het Koninklijk Concertgebouw in Amsterdam. In 2017 publiceerde hij ook een boek over dit onderwerp, met de titel Singing in the brain. In het verlengde daarvan heeft hij in 2019 meegewerkt aan concerten van Jan Vayne.

### Bestseller 60
| Boeken met noteringen in de Nederlandse Bestseller 60 | Jaar van verschijnen | Datum van binnenkomst | Hoogste positie | Aantal weken | Opmerkingen                      |
| ----------------------------------------------------- | -------------------- | --------------------- | --------------- | ------------ | -------------------------------- |
| Laat je hersenen niet zitten                          | 2014                 | 22-10-2014            | 4               | 23           |                                  |
| Singing in the brain                                  | 2017                 | 26-04-2017            | 6               | 13           |                                  |
| Professor S. en de verslaafde koning                  | 2019                 | 27-03-2019            | 4               | 11           | deel 1 van de Professor S.-serie |
| Hart voor je brein                                    | 2020                 | 28-10-2020            | 5               | 8            |                                  |
| Hersenen willen lezen                                 | 2021                 | 26-05-2021            | 28              | 7            |                                  |
| Oud worden, jong blijven                              | 2022                 | 02-11-2022            | 10              | 31           |                                  |